# 鐘仔
鐘仔，因島形似懸鐘而得名，為台灣澎湖縣望安鄉東坪村的一個島嶼，面積約0.004平方公里，澎湖南方四島國家公園範圍內。島嶼位於東嶼坪嶼南方2.3公里處，該島為望安鄉的極南端。最高處約46公尺。